# Atlético Club San Martín
L'Atlético Club San Martín è una società calcistica argentina di Mendoza, fondata il 22 dicembre 1927.

## Storia
Il club fu creato da Emilio Robustiano Menéndez, insieme ai suoi alunni, con il nome di "Juventud San Martín", che poi divenne Atlético Club San Martín. Il 7 marzo 1933 la società divenne persona giuridica, e successivamente iniziò a prendere parte alla Liga Mendocina de Fútbol, il torneo provinciale. Nel 1963 vinse tale competizione, mentre nel 1967 ottenne per la prima volta la qualificazione alla Primera División nazionale. Partecipò al Campionato Nacional, giungendo al 12º posto in classifica. Tornò al massimo livello del calcio argentino nel 1969, raggiungendo quota 14 punti in 17 gare, terminando 10º. Nel 1971 prese parte al gruppo A, concludendo al 9º posto, mentre nel 1972 migliorò marcatamente il proprio rendimento, terminando 4º nel girone A dietro a San Lorenzo de Almagro, River Plate e Vélez Sarsfield. L'anno seguente giunse 9º a pari merito con Colón e Racing con 13 punti in 15 partite. Nel 1974 andò molto vicino a qualificarsi al gruppo finale, giungendo 3º nel gruppo D, a un punto dall'Independiente. Saltò il 1975 per poi disputare il Nacional l'anno successivo: si classificò quarto nel girone C dietro a Huracán, Unión de Santa Fe e Rosario Central. La stagione 1978, terminò positivamente, con il terzo posto nel gruppo D. L'ultima annata nel Nacional fu quella del 1980, che si chiuse con il 6º posto nel girone B. Il San Martín rimase per molti anni a seguire nella Liga Mendocina, vincendone altre due edizioni (1992 e 1994) prima di ottenere la vittoria nel Torneo Argentino A; nel 2002-2003 arrivò agli spareggi promozione per la Primera División, ma fu eliminato dal Talleres.

## Palmarès

### Competizioni nazionali
- Torneo Argentino A: 1

1996-1997

### Competizioni regionali
- Liga Mendocina de Fútbol: 9

1963, 1966, 1973, 1975, 1979, 1987, 1992, 1994, 2009
- Torneo Regional: 4

1967, 1969, 1971, 1978
- Torneo Regional Federal Amateur: 1

2022-2023